# Melandrya rufipes
Melandrya rufipes is een keversoort uit de familie zwamspartelkevers (Melandryidae). De wetenschappelijke naam van de soort werd in 1830 gepubliceerd door Gebler.